# ザック・マーティン
ザカリー・エドワード・マーティン（Zachary Edward Martin, 1990年11月20日 - ）は、アメリカ合衆国インディアナ州インディアナポリス出身の元プロアメリカンフットボール選手。NFLのダラス・カウボーイズで活躍した。ポジションはガード。同じく元NFL選手で、ヒューストン・テキサンズ等に所属していたニック・マーティンは実弟である。

## 経歴

### カレッジ
ノートルダム大学ではオフェンシブタックルとして活躍し、5年目の2013年シーズンにはピンストライプボウルでMVPを受賞。カレッジフットボールのボウル・ゲームにおいて、オフェンシブラインマンの選手がMVPを受賞するのは1959年以来だった。
このシーズン終了後、2014年のNFLドラフトにエントリーした。

### ダラス・カウボーイズ
| 6 ft 4+1⁄4 in (194 cm)      | 308 lb (140 kg) | 32+7⁄8 in (84 cm) | 9+1⁄2 in (24 cm) | 4.59 s | 7.65 s | 28.0 in (71 cm) | 8 ft 10 in (2.69 m) | 29 回 |
| All values from NFL Combine |                 |                   |                  |        |        |                 |                     |       |

ドラフト全体16位でダラス・カウボーイズから指名され、その後ルーキー契約を結んだ。
大学ではオフェンシブタックルとしてプレーしていたが、NFL入り後はオフェンシブガードにコンバートされた。
1年目の2014年シーズンから先発の座を掴んで主力として活躍し、プロボウル、オールプロファーストチームに選出された。オフェンシブラインマンのルーキーがオールプロファーストチームに選出されるのは1947年のディック・ハフマン以来だった。
以降、2019年シーズンまで6年連続でプロボウル、オールプロに選出された。また、2018年6月13日にはカウボーイズと6年総額8400万ドルの契約延長に合意した。この契約はオフェンシブガードの選手としては当時のリーグ最高額だった。
これらの活躍が評価され、2020年にはNFLの2010年代オールディケイドチームに選出された。
2020年シーズンは怪我の影響で10試合の出場に留まり、デビュー以来続いていたプロボウル、オールプロ選出が途切れた。
2021年シーズンは2年ぶりとなるプロボウル、オールプロファーストチームに選出された。
2024年シーズン後、引退した。

## 家族
前述のように弟のニックもNFL選手である。また、大学時代に同学年のチームメイトだったタイラー・エイファートもNFL選手で、後に自身がエイファートの妹と結婚したため、義理の兄弟の関係になった。